# Puiseux (Eure-et-Loir)
Puiseux é uma comuna francesa na região administrativa do Centro, no departamento de Eure-et-Loir. Estende-se por uma área de 5,22 km². Em 2010 a comuna tinha 135 habitantes (densidade: 25,9 hab./km²).